# Brennender Berg
Brennender Berg (en alemán: "Montaña ardiente") es un monumento natural ubicado en una profunda y estrecha garganta entre Dudweiler (Saarbrücken) y Sulzbach, en el estado alemán de Sarre. 
Es un fuego sin llama que se encendió en 1668 y continúa ardiendo hoy. La causa exacta del incendio se desconoce hoy en día pero se cree que fue probablemente un caso de combustión espontánea causada por la presión y la descomposición como resultado de la minería del carbón no planificada.
Es considerado un atractivo turístico.